# Прибережно-морські розсипи
Прибережно-морські розсипи (рос. прибрежно-морские россыпи, англ. coastal and marine placers; нім. Meerküstenseifen f pl) — велика група розсипів сучасної і древніх берегових зон озер, морів і океанів. Серед них розрізнюють: дельтові розсипи, лагунні розсипи, морські розсипи, а також еолові розсипи ільменіту, рутилу, циркону, монациту, золота, каситериту, алмазів, бурштину та інших корисних мінералів, принесених річками з внутрішніх частин континенту або тих, що надійшли в розсип внаслідок розмиву джерел живлення, розташованих в береговій зоні.
Пляжні розсипи утворюються з піску та гравію, відкладених уздовж краю великих водойм, і зазвичай зустрічаються там, де струмки або річки впадають у велику водойму. Матеріали збираються як пляжні розсипи шляхом безперервної дії хвиль і течій. Деякі важливі приклади пляжних розсипів включають чорні піски Орегону, родовища золота в Номі, Аляска, цирконові піски в Бразилії та Австралії, а також алмазний морський гравій у Південній Африці.
Золотоносні пляжні розсипи складаються з великих смуг чорного піску і, як правило, постійно змінюються в результаті штормів або спорадичних хвиль. Зазвичай пляжні розсипи насичені ільменітом і магнетитом, однак золото, платина і хроміт теж зустрічаються в різних кількостях. Деякі з найпродуктивніших пляжних розсипів вважаються стародавніми пляжами, які зараз віддалені від води, ці розсипи більше не зміщуються через шторми та припливи, а від вітру та опадів.